# سیسیلی‌ها
فیلم سیسیلی‌ها به کارگردانی روح‌الله حسینی، نویسندگی مژگان تمجیدی و تهیه‌کنندگی مؤسسه فرهنگی هنری سینما ۲۴ حسین حاجی‌بیگی، یک فیلم کمدی ساخته سال ۱۳۹۰ است.
در این فیلم حمید لولایی، حسن شکوهی، سحر قریشی، کیانوش گرامی، شهین تسلیمی، فرهاد بشارتی و پریسا رضایی به ایفای نقش پرداخته‌اند.

## خلاصه داستان
سیاوش بچه جنوب شهر و عاشق ایتالیا است و به سیا سیسیلی معروف است. او کلاهبردار خرده‌پایی است که سهراب دوستش پیشنهاد یک کار بزرگ را به او می‌دهد. پیشنهاد سهراب، سیا را وسوسه می‌کند. او وارد خانوادهٔ مهناز می‌شود و اتفاقاتی برایش پیش می‌آید…